# Viva la vita (film 1933)
Viva la vita (Sonnenstrahl) è un film del 1933 scritto, prodotto e diretto da Pál Fejös. Lo stesso regista, insieme a René Sti, ne firmò anche la versione francese, Gardez le sourire.

## Trama
Il film è ambientato a Vienna nel 1933 all'epoca della Grande depressione. La grande disoccupazione spinge molta gente nella miseria ed il proletariato nella cosiddetta Vienna rossa. Hans Schmidt era meccanico tassinaro ma, non avendo potuto pagar la pigione finisce sulla strada. È ormai notte e non vede altra altra via d'uscita che annegare nel Danubio. Scrive così un biglietto per la polizia in cui spiega chi sia, sia stato e di non preoccuparsi ulteriormente, non avendo lui nessuno al mondo. Fa appena a tempo a terminar di scrivere che vede la diciannovenne Anna Berger (Annabella ha però 26 anni) gettarsi dal ponte nel Danubio per la stessa disperazione. Dimentico del proprio proposito e, vedendola dibattersi nel acqua gelida d'aprile, si getta eroicamente nel fiume per salvarla.
Ricoverati ed asciugati dalla polizia per la notte, vengon congedati con un sostegno di 50 scellini (222 € nel 2023), una piccola fortuna per i due, che subito Hans comincia ad investire comperando un grosso pezzo di sapone che rivende in piccoli pezzi incartati. Col ricavato comperano all'ingrosso dei palloncini che Anna rivenderà al parco dei divertimenti mentre lui offrirà la testa come segno cui i clienti del baraccone dirimpetto ad Anna tirano palle. Uno di questi sadisticamente gli lancia un sasso che gli ferisce la tempia. Anna, vistolo svenuto, accorre abbandonando al volo i palloncini, lui perde l'ingaggio e si ritrovano a cercar di sbarcare il lunario. Capita ad Anna l'occasione di sostituire una signora che si lascia far lo shampoo nella vetrina di un negozio che lo vende; Hans lo pubblicizza in istrada come uomo Sandwich.
Messo da parte in 5 settimane un gruzzoletto di 200 scellini (siamo al 31 maggio), lo investono dandolo come cauzione per l'incarico di riscuotere gli affitti. I due sognano già di sposarsi ma il mattino seguente, presentatisi al lavoro, scoprono insieme ad altri che il tipo è sparito e con lui tutti i loro soldi. Provano a ripresentarsi al negozio di shampoo ma i posti son ormai dati ad altri. Mentre camminano dopo aver perso in una notte un altro posto, assiston all'incidente del postino in bicicletta d'una banca. Hans recupera tutte le lettere e le riconsegna alla banca che, avendo perso l'incaricato e per gratitudine, gli offre di sostituire nell'incarico ben remunerato il postino fuori combattimento. Prendon alloggio in un appartamento entro uno dei grossi complessi di edilizia popolare voluti e creati dall'amministrazione socialdemocratica della 'Vienna Rossa' di quegl'anni ed il 7 giugno son sposati.
Raccolta la somma di 700 scellini (l'anticipo alla consegna del taxi da 6.650 scellini che intende comperare) firmano il contratto di rateazione che prevede la perdita di quanto versato se anche solo non si sia puntuali per una sola rata. Nell'aiutare però un ragazzino piangente per aver perso in una rotaia del tram una monetina, Hans viene investito e finisce all'ospedale per settimane. Anna prova senza successo a sostituirlo nel lavoro ma al primo giorno, per un piccolo ritardo, perde il posto e, da sola, non è in grado di pagare le rate del taxi. L'intero caseggiato popolare assiste alla sua disperata preghiera con cui, aggrappata alle gambe dell'ufficiale giudiziario, implora d'aver tempo, ora che Hans sta guarendo. Commossi, i coinquilini si dimostrano solidali in massa e l'aiutano  coi loro piccoli risparmi a pagar la rata al punto che l'ufficiale deve gridar che bastano, di smettere! Dimesso dall'ospedale, Hans può finalmente guadagnare con il suo taxi.

## Produzione
Il film fu prodotto dalla Serge Otzoup-Filmproduktion der Tobis-Sascha.

## Distribuzione
Uscì nelle sale cinematografiche tedesche nel 1933, presentato in prima al Gloria-Palast di Berlino il 25 agosto 1933. In Austria, il film fu distribuito dalla Huschak & Company.